# Coppa Ciano 1934
La Coppa Ciano 1934 è stato un Gran Premio di automobilismo della stagione 1934.

## Vetture
Vetture iscritte alla gara.
| Costruttore | Vettura            | Cilindrata           |
| ----------- | ------------------ | -------------------- |
| Alfa Romeo  | 6C 1750 Gran Sport | 1750 cc - 6 cilindri |
| Alfa Romeo  | 8C 2300            | 2300 cc - 8 cilindri |
| Alfa Romeo  | 8C 2300 Monza      | 2300 cc - 8 cilindri |
| Alfa Romeo  | Alfa Romeo P3      | 2900 cc - 8 cilindri |
| Bugatti     | Bugatti Tipo 35    | 2000 cc - 8 cilindri |
| Bugatti     | Bugatti Tipo 35C   | 2000 cc - 8 cilindri |
| Maserati    | Tipo 26            | 1500 cc - 8 cilindri |
| Maserati    | Tipo 26 M          | 2500 cc - 8 cilindri |
| Maserati    | 8CM                | 3000 cc - 8 cilindri |

## Gara

### Griglia di partenza
Posizionamento dei piloti alla partenza della gara.
| Prima fila   | 5 Pos.                       |                                | 4 Pos.                         |                                 | 3 Pos.                      |                               | 2 Pos.                       |                         | 1 Pos.                      |
| ------------ | ---------------------------- | ------------------------------ | ------------------------------ | ------------------------------- | --------------------------- | ----------------------------- | ---------------------------- | ----------------------- | --------------------------- |
|              | Luigi Pages Alfa Romeo       |                                | Carlo Felice Trossi Alfa Romeo |                                 | Cornaggia Medici Alfa Romeo |                               | Giuseppe Tuffanelli Maserati |                         | Giovanni Minozzi Alfa Romeo |
| Seconda fila |                              | 9 Pos.                         |                                | 8 Pos.                          |                             | 7 Pos.                        |                              | 6 Pos.                  |                             |
|              |                              | Costantino Magistri Alfa Romeo |                                | Ferdinando Barbieri Alfa Romeo  |                             | Arnaldo Sciutti Alfa Romeo    |                              | Tazio Nuvolari Maserati |                             |
| Terza fila   | 14 Pos.                      |                                | 13 Pos.                        |                                 | 12 Pos.                     |                               | 11 Pos.                      |                         | 10 Pos.                     |
|              | Renato Balestrero Alfa Romeo |                                | Renato Danese Alfa Romeo       |                                 | Catullo Lami Bugatti        |                               | Giacomo Palmieri Bugatti     |                         | Secondo Corsi Maserati      |
| Quarta fila  |                              | 18 Pos.                        |                                | 17 Pos.                         |                             | 16 Pos.                       |                              | 15 Pos.                 |                             |
|              |                              | Achille Varzi Alfa Romeo       |                                | Giordano Aldrighetti Alfa Romeo |                             | Luigi Della Chiesa Alfa Romeo |                              | Nino Farina Alfa Romeo  |                             |
| Quinta fila  |                              |                                |                                |                                 |                             |                               |                              |                         | 19 Pos.                     |
|              |                              |                                |                                |                                 |                             |                               |                              |                         | Guy Moll Alfa Romeo         |

### Risultati
Risultati finali della gara.
| Pos | Nr | Pilota                          | Scuderia                    | Vettura                       | Giri | Tempo/Ritiro                       |
| --- | -- | ------------------------------- | --------------------------- | ----------------------------- | ---- | ---------------------------------- |
| 1   | 42 | Achille Varzi                   | Scuderia Ferrari            | Alfa Romeo P3                 | 12   | 2h49'52"2 alla media di 84,77 km/h |
| 2   | 44 | Guy Moll                        | Scuderia Ferrari            | Alfa Romeo P3                 | 12   | 2h50'01"2                          |
| 3   | 16 | Tazio Nuvolari                  | Privato                     | Maserati 8CM                  | 12   | 2h53'35"4                          |
| 4   | 12 | Carlo Felice Trossi             | Scuderia Ferrari            | Alfa Romeo P3                 | 12   | 2h58'48"0                          |
| 5   | 20 | Ferdinando Barbieri             | Scuderia Ferrari            | Alfa Romeo P3                 | 12   | 2h59'07"8                          |
| 6   | 36 | Nino Farina                     | Scuderia Subalpina          | 8C 2300 Monza                 | 12   | 3h00'54"4                          |
| 7   | 22 | Costantino Magistri             | Privato                     | Alfa Romeo 6C 1750 Gran Sport | 12   | 3h13'43"0                          |
| 8   | 10 | Giovanni Maria Cornaggia Medici | Privato                     | Alfa Romeo 8C 2300            | 11   | 3h04'03"0                          |
| 9   | 14 | Luigi Pages                     | Privato                     | 8C 2300 Monza                 | 11   |                                    |
| Rit | 2  | Giovanni Minozzi                | Scuderia Siena              | 8C 2300 Monza                 | 7    |                                    |
| Rit | 18 | Arnaldo Sciutti                 | Gruppo Genovese San Giorgio | 8C 2300 Monza                 | 7    |                                    |
| Rit | 4  | Giuseppe Tuffanelli             | Scuderia Siena              | Maserati Tipo 26              | 6    |                                    |
| Rit | 38 | Luigi Della Chiesa              | Scuderia Subalpina          | 8C 2300 Monza                 | 4    |                                    |
| Rit | 34 | Renato Balestrero               | Gruppo Genovese San Giorgio | 8C 2300 Monza                 | 4    |                                    |
| Rit | 26 | Giacomo Palmieri                | Privato                     | Bugatti Tipo 35C              | 3    |                                    |
| Rit | 28 | Catullo Lami                    | Privato                     | Bugatti Tipo 35               | 2    |                                    |
| Rit | 24 | Secondo Corsi                   | Privato                     | Maserati Tipo 26              | 2    |                                    |
| Rit | 40 | Giordano Aldrighetti            | Scuderia Ferrari            | 8C 2300 Monza                 | 1    |                                    |
| Rit | 32 | Renato Danese                   | Privato                     | 8C 2300 Monza                 | 0    |                                    |

Note
Giro veloce: Guy Moll.